# エズナ

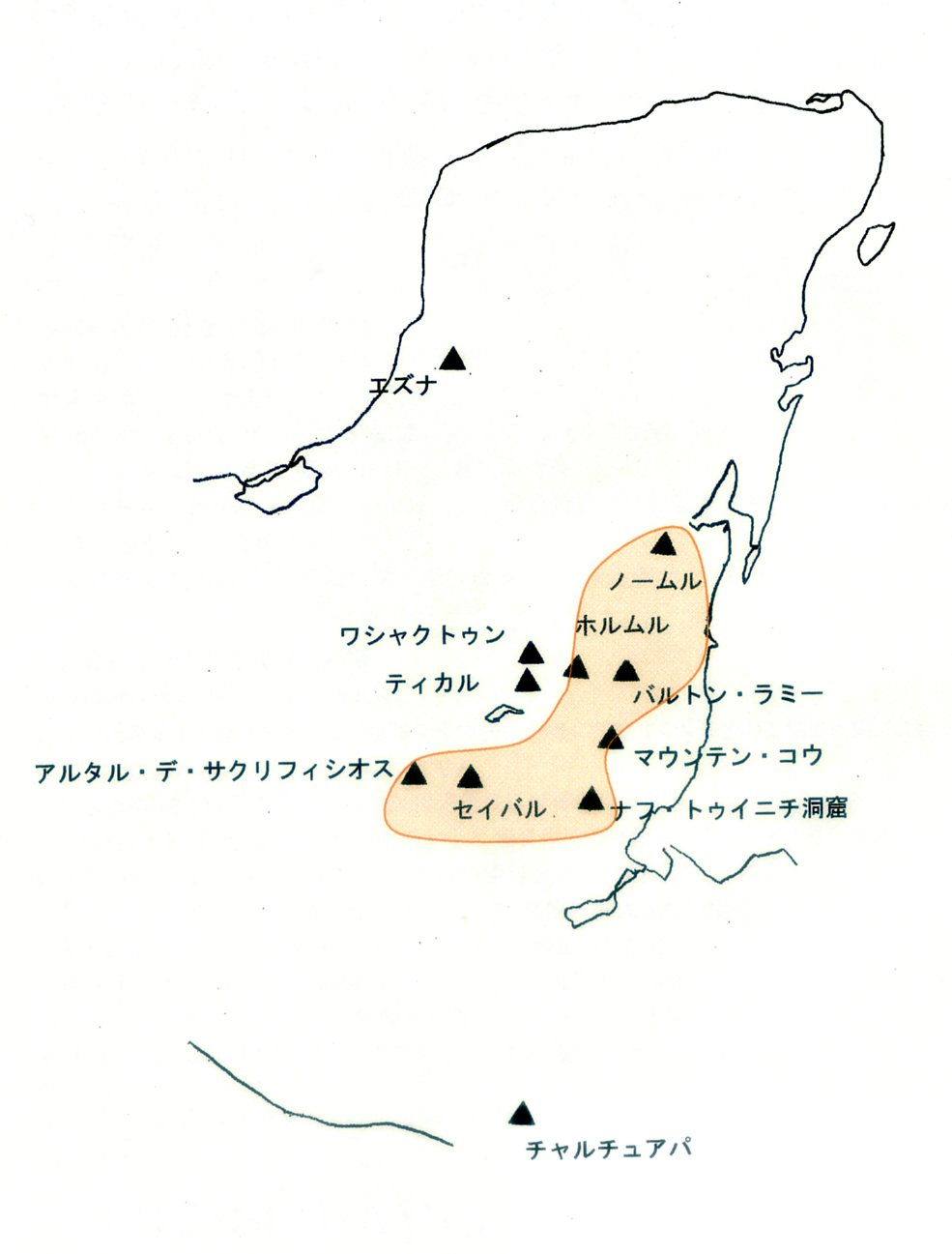
エズナの位置。

エズナ (Edzná、エツナ、エッナーとも)は、メキシコ、カンペチェ州北部に所在する マヤ遺跡である。ユカタン半島に自生するとげのある低木林の茂るエズナ河谷にあり、州都のカンペチェから南東50kmに位置する。メキシコの国道180号線と261号線で行くことができ、遺跡公園として月曜日から日曜日の午前8時から午後5時まで開園している。
エズナ河谷に人が住み始めたのは大変早い時期で紀元前400年には居住がみられる。先古典期後期に中央グループに大規模な建築活動と後述する水利システム、運河網が築かれた。エズナが全盛に達したのは紀元1000年前後で、この時期にすべての建物が使われていた。エズナが放棄されたのは紀元1500年ごろである。古典期後期においてエズナはカラクムルの支配下にあった。

## 名称の由来
エズナの遺跡名は、ユカテコ・マヤ語のおそらくイツァーを暗示する古い単語に由来していると思われる。イツァーとは、カンペチェの南西地方を出自とするチョンタル族やプトゥン族といった雑多な集団を含むマヤ人の先祖という説もある。
エズナとは、「イツァー人たちの家」を意味している。別の可能性としては、「こだまの響く家」という意味であり、この地域の主な建物の間のいくつかにみられる音が反響する現象に由来するのかもしれない。三つ目の可能性としては、「仮面の家」という意味であって、この地域の建物の棟飾り（基壇の壁）に見られる漆喰人頭の仮面に由来するということである。

## 水利システム、運河
エズナに見られる構築物にはたいへん優れた技術がみられる。エズナのある場所は、年間降水量1000ミリから1300ミリに達し、この雨は6ヶ月間の雨季に集中して降る。エズナが谷の底にあるために、一年を通じてもっとも湿気のある時期ないしは雨季にはいつも洪水に見舞われるために、エズナを築いたマヤ人たちは、水利、排水施設のシステムを発展させた。31kmに及ぶ運河と27ヵ所に及ぶ貯水池が粘土質の土地を掘削して造られた。エズナの運河は先古典期後期に築かれた巨大な基壇を造成して古典期後期に建てられた五層の神殿のある中央グループないし大アクロポリスを中心に放射状に設けられ、中央グループのプラザ自体にもチュルトゥンという貯水施設へ流すための排水溝のシステムが発達していたことに加えて、洪水が起こったときに堤防付きの遊水池へ向かって流れる排水のための運河網がエズナ河谷全体にめぐらされた。エズナの水利システムを使っ流される水は、700か所を超える居住マウンドや公共建造物に設けられた貯水槽にためられるようになっていた。このような水利システムを造るのに、のべ400万人、1日200人であれば約55年働かせたくらいの労働力を投入して200万立方メートルを超える多量の土砂を掘削させたと考えられている。このような水利システムをつくることができるのは、強力な王権を持つ政体など首長国段階をはるかに上回る組織があったことをうかがわせる。エズナでは150地点に及ぶ発掘調査が行われた結果、水利システムの大部分は、紀元前150年に築かれ、古典期後期には縮小しつつ使用されたことが判明した。
一方で、耕地を潤す灌漑用に用いられた運河も築かれた。エズナの周辺地域は非常に湿潤な土地であって、運河があることによって農業をおこなう水に困らない意味で最高の土地になった。さらにその上、運河はそれに見合うだけの多くの魚をとることができた。運河には防御的な機能もあり、儀礼をおこなう空間は運河による堀に取り巻かれ、結び付けられるようになっていて、カヌーによる輸送などにも都合がよく、交易路としても使われた。

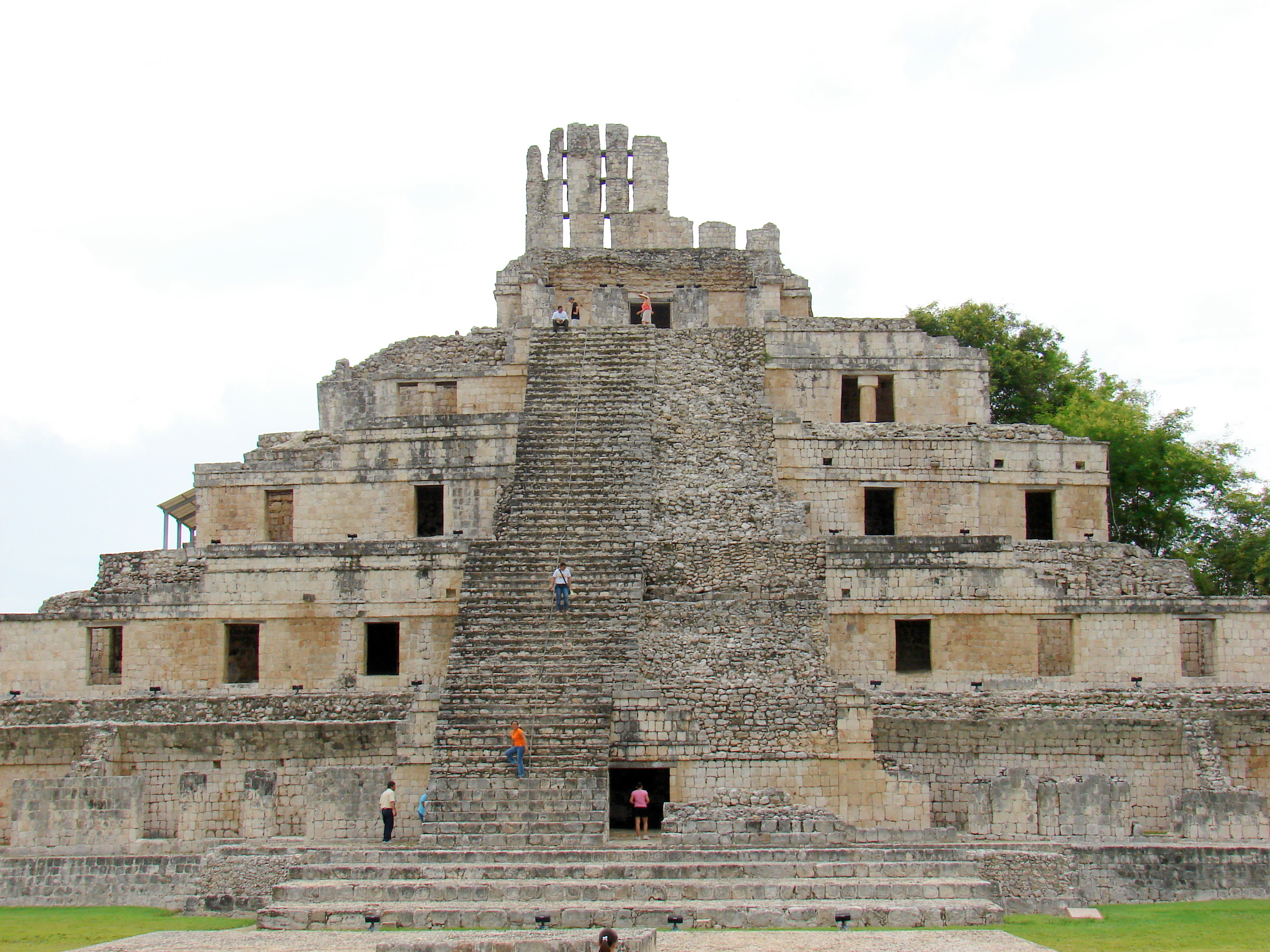
エズナの「五層のピラミッド」

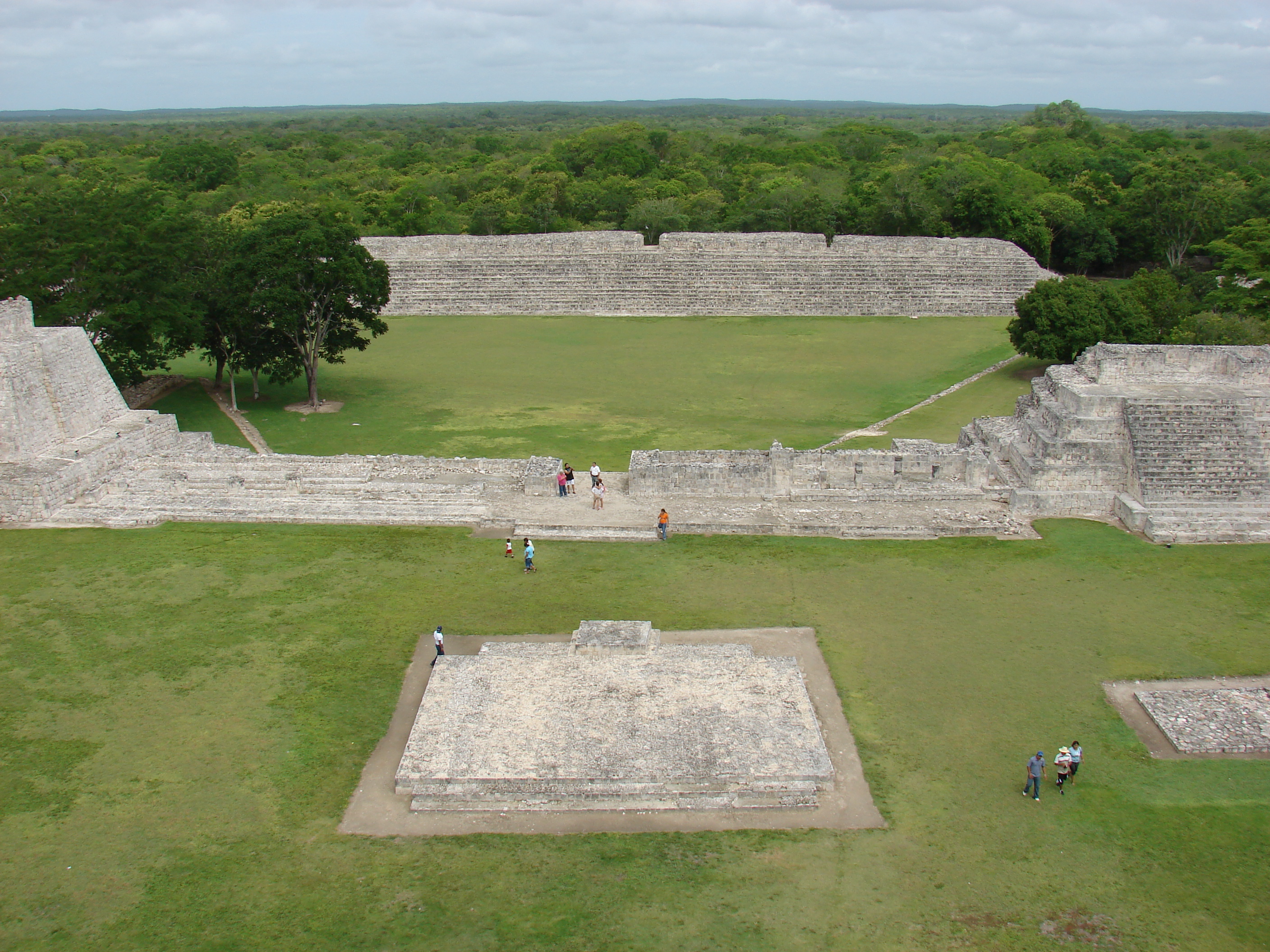
エズナの中央グループ

## 中央グループ
エズナには、宗教、行政、居住のための多くの建築物があって、206平方キロメートルもの範囲に及ぶ。一番重要な建物は、中央グループないし大アクロポリスと呼ばれる場所にあり、五層の階段状の基壇を持つ宮殿を兼ねた主神殿がある。この神殿の基壇部分は、外部からの多くの人々を住まわせることができた。この基壇の頂点に建てられているのが神殿本体である。
五層の主神殿は、基壇部分だけで高さ40mに達し、周囲を広い範囲で見渡すことができる。
この建物の階段には、マヤ文字の刻まれた段がみられ、おそらくエズナの歴史に関係することが刻まれていて、652年に相当する日付が解読できる。さらにプラザには、神々や王たち、そして宗教的、政治的な活動に伴って重要な儀式が行われたことを示す精巧にレリーフが施された石碑が建てられている。中央グループの南側には球戯場も設けられた。